# 184 г. пр.н.е.
184 (сто осемдесет и четвърта) година преди новата ера (пр.н.е.) е година от доюлианския (Помпилийски) римски календар.

## Събития

### В Римската република
- Консули са Публий Клавдий Пулхер и Луций Порций Лицин. Цензори са Луций Валерий Флак и Марк Порций Катон Стари.
- Като цензор Катон развива активна дейност, която утвърждава репутацията му на най-видния крепител на старите римски цености и морал (Mos maiorum). Той налага стриктно законите против разкоша, лишава от сенаторски сан множество хора, ограничава ползването на обществени водни ресурси за частни земи, разширява градската канализация, строи нови търговски сгради и т.н.[1]
- По заповед на Катон е пoстроена Базилика Порция, която е първата базилика строена изобщо в Рим.[2]
- Апий Клавдий Пулхер е изпратен от Рим като посланик в Гърция и Македония, за да се увери, че Филип V ще се оттегли от някои градове и територии включително от Тесалия и като цяло от тракийското Егейско крайбрежие, включително градовете Енос и Марония.[3][1]
- Синът на Филип V Деметрий пристига в Рим като пратеник на баща си.[3]

### В Мала Азия
- Цар Евмен II побеждава цар Прусий I и съюзниците му.[3]

## Починали
- Гней Корнелий Лентул (консул 201 пр.н.е.), римски сенатор, политик и военен
- Плавт, римски поет на комедии (роден ок. 254 г. пр.н.е.)